# ...Și Ilie face sport
...Și Ilie face sport, menționat alternativ Și Ilie face sport, este un film de comedie românesc din 1954 regizat de Andrei Călărașu. Rolurile principale au fost interpretate de actorii Mircea Crișan, Tudorel Popa, Aurelia Sorescu, Puiu Călinescu și Dem. Savu.

## Distribuție
Distribuția filmului este alcătuită din:
- Mircea Crișan — Ilie N. Ilie, muncitor cizmar la Fabrica de Încălțăminte „Răsărit”, antisportiv convins
- Puiu Călinescu — Tudorică, contabil șef, căpitanul echipei de fotbal a fabricii
- Mișu Fotino — Ionescu, un actor pasionat de sport
- Vasile Tomazian — Vasile, meșterul tâmplar care construiește trambulina noului ștrand din orașul montan
- Ion Antonescu Cărăbuș — Grigore, vatman („manipulant”) la STB și triplu campion la pronosport
- Constantin Ramadan — nea Costache, un țăran care aleargă câte 10 km zilnic ca să nu piardă trenul care-l duce la oraș
- Dem. Savu — Gherase, un casier pasionat de drumeții montane
- Tudorel Popa — Toma, muncitor strungar și responsabil sportiv al fabricii, un vechi prieten al lui Ilie (menționat Tudor Popa)
- Aurelia Sorescu — Mioara, muncitoare filatoare, voleibalistă (căpitanul echipei de volei a uzinei) și înotătoare
- Ion Mirciov — Sandu, elev, fratele geamăn al lui Petrică
- Alexandru Mirciov — Petrică, elev, fratele geamăn al lui Sandu
- Aurel Cioranu — un turist jovial pasionat de sport
- Silviu Cazan — Păun, boxer profesionist, maestru al sportului
- Horia Căciulescu — un turist slab pasionat de sport
- Titus Ozon — fotbalist profesionist, maestru al sportului (nemenționat)
- Jean Lorin Florescu — spectatorul creț de la concursul de înot (nemenționat)